# Las Nutrias
Paraje La Nutria es una localidad del partido de Lobería, al sur de la provincia de Buenos Aires, Argentina.
Su nombre deriva del arroyo Las Nutrias que surca el pueblo. El ferrocarril comenzó a brindar sus servicios en junio de 1902, para el transporte agrícola-ganadero, ya que sus tierras son muy buenas para esta actividad. Su nombre deriva del arroyo homónimo. En el viejo edificio de ferrocarril funciona actualmente la Escuela de la localidad. 
Frente a la RP N.º 55, al NE de Lobería. 
Distancias: 33 km pavimentados a Lobería.
- Datos: Q2265831